# فرانسیس دید
فرانسیس دید (انگلیسی: Frances Dade; ۱۴ فوریهٔ ۱۹۱۰ – ۲۱ ژانویهٔ ۱۹۶۸) هنرپیشه اهل ایالات متحده آمریکا بود.
از فیلم‌ها یا برنامه‌های تلویزیونی که وی در آن نقش داشته‌است می‌توان به دراکولا اشاره کرد.